# Alosa maeotica
Alosa maeotica és una espècie de peix de la família dels clupeids i de l'ordre dels clupeïformes present a la mar Negra i la Mar d'Azov.
Els mascles poden assolir 31 cm de llargària total.
Menja principalment peixets i, també, gambes i altres crustacis.
Fresa a la primavera i a començaments de l'estiu.
Pot arribar a viure 6 anys.